# Carré militaire
 (avril 2015).

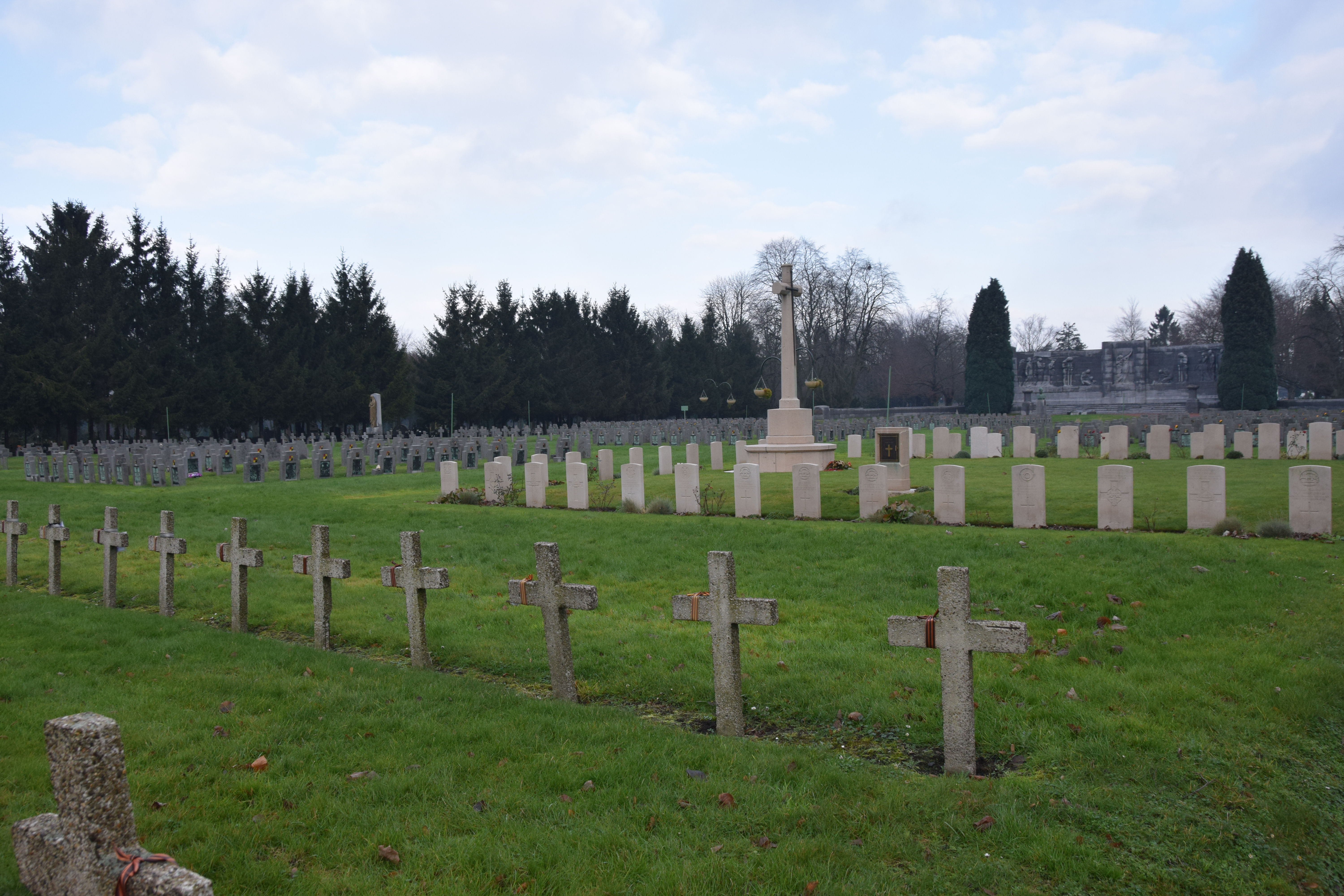
La pelouse d'honneur des Armées Alliées du cimetière de Robermont (Belgique)

Un carré militaire, pouvant être aussi appelé pelouse d'honneur si l'espace est gazonné, est un espace réservé, dans un cimetière civil, aux sépultures de soldats tués au combat ou des suites de leurs blessures lors de conflit.  
Le mot carré reprend le terme habituel utilisé pour les divisions des cimetières, même si le plus souvent, ces espaces présentent une forme rectangulaire.

## Histoire
On ne rencontre guère de carré militaire dans les cimetières avant le XVIIIe siècle. C'est avec la guerre de Sécession aux États-Unis (1861-1865) et la guerre franco-allemande de 1870, en France qu'on créa des carrés militaires dans les cimetières civils.

## Caractéristiques
Suivant la taille des carrés militaires, ceux-ci peuvent être mixtes ou distinguer les sépultures par nationalité ou confession religieuse.  
Les carrés militaires ou pelouses d'honneur consistent souvent en de simples quadrillages réguliers de tombes individuelles identiques uniquement repérées par une stèle, le plus souvent rectangulaire pour les tombes britanniques ou belges,  en forme de Croix latine  pour les tombes allemandes, américaines, françaises, polonaises ou portugaises. Les tombes de soldats de confession musulmane se terminent en forme d'arc outrepassé. Les stèles des soldats de confession israélite sont identifiables par l'étoile de David qui y figure.
Généralement, le nom du défunt est gravé sur la pierre, ainsi que la date de sa mort, quand ils sont connus. Son grade et son unité y figurent parfois, ainsi que (pour les tombes françaises) la mention « Mort pour la France ».
Une épitaphe est parfois ajoutée comme suit[Où ?] :